# Área metropolitana de Kingston
El Área Metropolitana de Kingston y oficialmente como Área Estadística Metropolitana de Kingston, NY MSA tal como lo define la Oficina de Administración y Presupuesto, es un Área Estadística Metropolitana centrada en la ciudad de Kingston en el estado estadounidense de Nueva York. El área metropolitana tenía una población en el Censo de 2010 de 182.493 habitantes, convirtiéndola en la 224º área metropolitana más poblada de los Estados Unidos. El área metropolitana de Kingston comprende solamente el condado de Ulster y la ciudad más poblada es Kingston.

## Composición del área metropolitana

### Condados
- Condado de Ulster

### Ciudades
Kingston 

### Pueblos
Denning |
Esopus |
Gardiner |
Hardenburgh |
Hurley |
Kingston |
Lloyd |
Marbletown |
Marlborough |
New Paltz |
Olive |
Plattekill |
Rochester |
Rosendale |
Saugerties |
Shandaken |
Shawangunk |
Ulster |
Wawarsing |
Woodstock

### Villas
Ellenville |
New Paltz |
Saugerties

### Lugares designados por el censo
Accord |
Clintondale |
Cragsmoor |
East Kingston |
Gardiner |
Glasco |
High Falls |
Highland |
Hillside |
Hurley |
Kerhonkson |
Lake Katrine |
Lincoln Park |
Malden |
Marlboro |
Milton |
Napanoch |
Phoenicia |
Pine Hill |
Plattekill |
Port Ewen |
Rifton |
Rosendale Hamlet |
Rosendale Village |
Saugerties South |
Shokan |
Stone Ridge |
Tillson |
Walker Valley |
Wallkill |
Watchtower |
West Hurley |
Woodstock |
Zena 